# Johnny Colla
John Victor Colla, detto Johnny (Sacramento, 2 luglio 1952), è un sassofonista e chitarrista statunitense noto prevalentemente per essere il sassofonista degli Huey Lewis and the News.
Colla è anche coautore di alcune hit del gruppo come The Heart of Rock & Roll, If This Is It, The Power of Love, e Back in Time.

## Carriera
Membro fondatore della band di San Francisco, ha collaborato anche con Van Morrison, e Sly and the Family Stone.

## Discografia

### Solista
- Lucky Devil, 2002
- I Hear Voices, 2012